# Josef Mayr-Nusser
Pour les articles homonymes, voir Mayr et Nusser.
Josef Mayr-Nusser (né le 27 décembre 1910 à Bolzano, décédé le 24 février 1945 près d'Erlangen) est un militant catholique qui fut victime de son refus de prêter le serment S.S. au national-socialisme. On voit en lui une des figures de proue de la résistance en Tyrol du Sud contre la domination illégale du nazisme. Il a été fait citoyen d'honneur de sa ville natale. Il est vénéré comme bienheureux par l'Église catholique.

## Biographie
Josef Mayr était né en 1910 dans la ferme du Nusserhof aux environs de Bolzano. Élevé dans un environnement religieux, il rejoignit les jeunesses catholiques de son diocèse (l'archiépiscopat de Trente) dont il fut bientôt élu président. C’est à cette époque aussi que commença sa relation étroite avec Josef Ferrari (de).
À la suite des conventions d'option, Mayr-Nusser choisit de rester, en même temps que 90 % des prêtres, et rejoignit l’Andreas-Hofer-Bund (de), un cercle de résistance du Tyrol du Sud.
Le 26 mai 1942 il se maria avec Hildegard Straub (1907-1998) et en eut un fils, Albert Mayr.
En 1944, après l'entrée des forces armées allemandes et la création de la zone d'opérations des Préalpes, Mayr-Nusser, ainsi que beaucoup d'autres Dableibers (ceux qui avaient choisi de rester), fut incorporé dans l’armée allemande (on avait déjà obligé ceux qui avaient opté pour l’Allemagne de le faire auparavant) et on l’affecta à la Waffen-SS. Après que, le 4 octobre 1944, il eut refusé à Konitz de prêter le serment S.S., il fut condamné à mort. En route vers le camp de concentration de Dachau, il mourut près d'Erlangen le 24 février 1945 dans un wagon à bestiaux des suites de sa détention.

## Béatification et canonisation

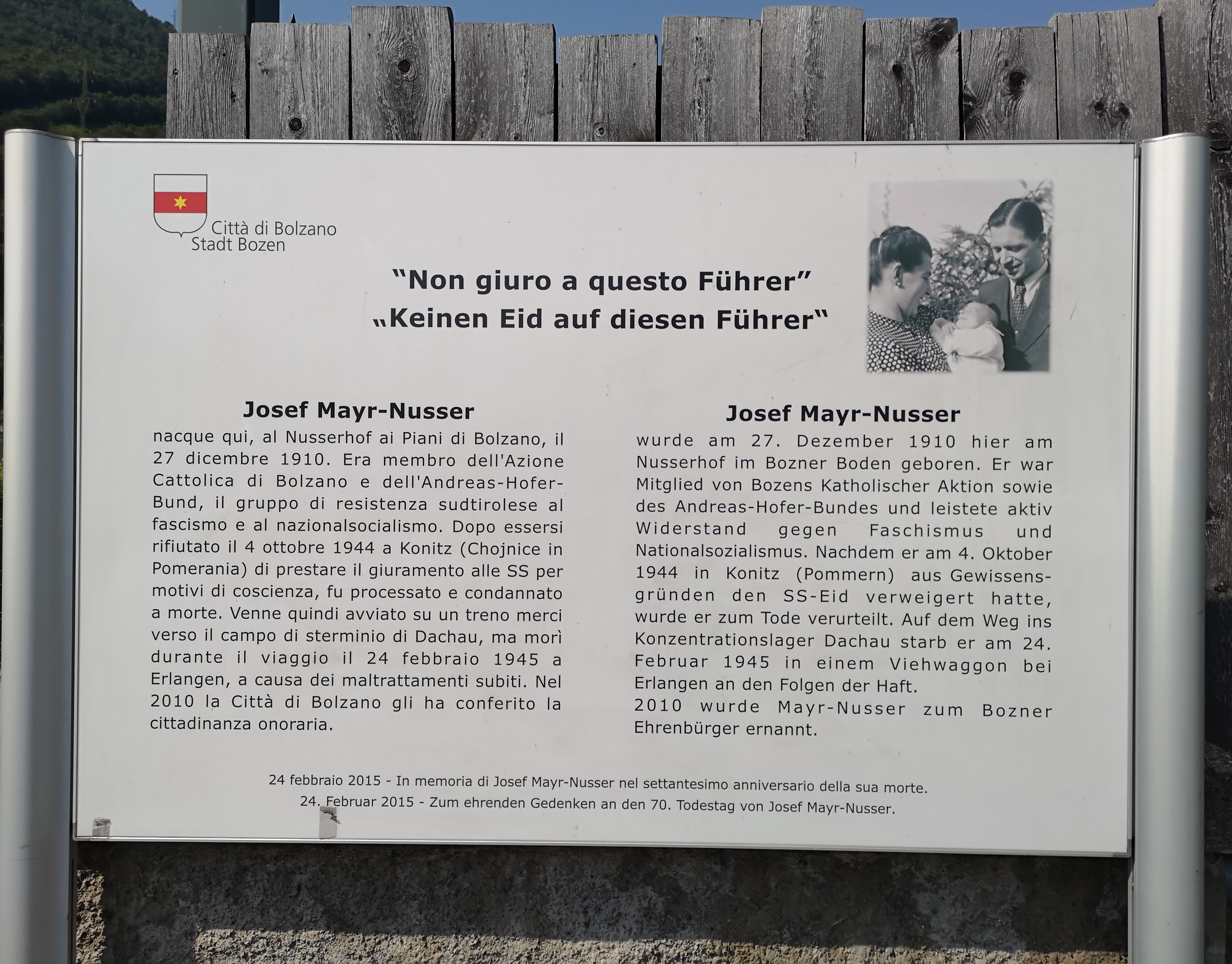
Plaque commémorative pour l'antifasciste Josef Mayr-Nusser à Bozen-Bolzano

Josef Mayr-Nusser est enterré à Lichtenstern am Ritten. Sa dépouille est transférée en 1958 dans l'église Saint-Joseph à Renon.
En 2005 le diocèse de Bolzano-Bressanone demanda sa béatification, le postulateur de sa cause était Josef Innerhofer. À Bolzanone, à Merano, à Ritten, à Truden, à Innsbruck et à Erlangen, des rues ont reçu son nom. Le collège de Vandoies dans le val Pusteria et la Fachakademie für Sozialpädagogik des Caritasverbandes pour l’archidiocèse de Bamberg à Erlangen portent son nom. En 2010 il a été nommé citoyen d'honneur par le conseil municipal de Bolzano en même temps que Franz Thaler encore vivant.
Le 8 juillet 2016, le pape François lui attribue le titre de martyr de la foi et autorise la Congrégation pour les causes des saints à publier le décret de béatification. La cérémonie a été célébrée le 18 mars 2017 à Bolzano par le cardinal Angelo Amato, au nom du pape.
Du côté des historiens, on a critiqué le fait que la dimension politique de la résistance de Mayr-Nusser au régime nazi ait été occultée dans le processus de béatification, car cette question touche aussi à l'échec de sa propre Église face au fascisme et au nazisme.